# Коле д'Орано (Ливорно)
Коле д'Орано је насеље у Италији у округу Ливорно, региону Тоскана.
Према процени из 2011. у насељу је живело 76 становника. Насеље се налази на надморској висини од 132 м.